# ادما (ویرجینیای غربی)
ادما، غرب ویرجینیا (به انگلیسی: Adma, West Virginia) یک منطقهٔ مسکونی در ایالات متحده آمریکا است که در ویرجینیای غربی واقع شده‌است.

## خصوصیات
ادما ۴۴۰٫۱۴ متر بالاتر از سطح دریا واقع شده‌است.